# Duane Jones
Pour les articles homonymes, voir Jones.
Duane Jones est un acteur américain, né le 2 février 1936 à New York et mort le 22 juillet 1988 à Mineola (État de New York).

## Biographie
Son rôle le plus célèbre reste celui de Ben dans La Nuit des morts-vivants, film culte de George A. Romero sorti en 1968.
Il a ensuite joué le rôle principal de Ganja & Hess, un blaxploitation de vampire arty, considéré comme un des dix meilleurs films américains de la décennie par le Festival de Cannes 1973, puis a joué dans des films d'horreur de moindre importance.
Il meurt à l'âge de 52 ans le 22 juillet 1988 à Mineola, des suites d'un arrêt cardio-circulatoire.

## Filmographie
- 1968 : La Nuit des morts-vivants (Night of the Living Dead) de George A. Romero : Ben
- 1973 : Ganja & Hess de Bill Gunn (en) : Dr Hess Green
- 1982 : Losing Ground (en) de Kathleen Collins
- 1984 : Beat Street de Stan Lathan : Robert
- 1986 : Vampires (en) de Len Anthony : Charles Harmon
- 1988 : Negatives de Tony Smith
- 1988 : Fright House (vidéo) de Len Anthony : Charles Harmon
- 1989 : Sang et passion (en) (To Die For) de Deran Sarafian : Simon Little